# Saïd Hammouche
Ne pas confondre avec l'entraîneur de football Said Hammouche (1967-).
Saïd Hammouche, né en 1981 à Paris, est un entrepreneur social, conseiller au CESE. Après une expérience en tant que fonctionnaire au sein du ministère de l'Éducation nationale, il crée le Groupe Mozaïk RH, afin de lutter contre les discriminations à l'emploi par une politique d'inclusion par le travail. L’organisation est structurée autour d'une Fondation, pour interpeller, mobiliser, innover en faveur d’une politique de l’inclusion économique. Mais aussi de trois entreprises sociales pour agir en faveur d’une politique de recrutement inclusif : Mozaïk RH, Mozaïk Talents et la plateforme digitale diversifiezvostalents.com. Il fonde la première fondation propriétaire d’une entreprise à mission favorisant l’inclusion économique et la diversité, en mettant notamment en relation les jeunes diplômés des quartiers avec les DRH de grands groupes. Le Groupe Mozaïk RH dispose d'un budget de 10 millions par an et organise chaque année au ministère de l'Économie le Sommet de l'inclusion économique.

## Biographie
Saïd Hammouche est le fils d'une mère au foyer et d'un ouvrier d'origine marocaine. Né à Paris dans le 10ème arrondissement, il grandit à Bondy dans une famille de quatre enfants dont il est l'aîné. Ceinture noire de judo à 16 ans, il est naturalisé, ce qui lui permet de participer aux championnats de France de judo.
Encore adolescent, Saïd Hammouche passe un brevet d'animateur (BAFA) et de directeur de centre (BAFD). Puis il s'inscrit en BTS d'« Action commerciale » au Lycée Jean-Renoir (Bondy). Il obtient ensuite une maitrise en gestion des ressources humaines (Université de Paris-Est Créteil) et d’un DESS en développement économique et social (Université de Sorbonne Paris Nord). En 2008, il obtient un diplôme de l'INSEAD sur l'entrepreneuriat social.

## Carrière
Après un début de carrière à la mission locale d'Aulnay-sous-Bois, il travaille de 2000 à 2005 comme responsable de la promotion de l'offre de formation continue au Ministère de l'Éducation nationale et de la Jeunesse. Parallèlement, il fonde en 2004 un cabinet de recrutement, APC (Agir pour la compétence) Recrutement, qu'il quitte en 2007. La même année, il crée et préside un nouveau cabinet de recrutement spécialisé la lutte contre les discriminations à l'emploi et la promotion la diversité, Mozaïk RH, le premier cabinet de recrutement de jeunes diplômés issus de banlieues, lancé sous forme d'association à but non lucratif pour devenir ensuite une entreprise à mission. L'année suivante, en 2008, il crée La Ruche Développement un espace de travail collaboratif dédié aux entrepreneurs sociaux.
En 2007, il est distingué par le réseau international Ashoka, l’une des cinq ONG les plus influentes au monde avec ses 4 000 entrepreneurs sociaux répartis dans près de 90 pays.
En 2011, Mozaïk RH est élue « entreprise sociale de l’année » par le jury des Trophées La Tribune et Jacques Attali décerne à Mozaïk RH le prix de l'« Économie positive et responsable » en septembre 2012.
En 2012, il publie avec Vincent Edin Chronique de la discrimination ordinaire aux éditions Gallimard. Il s'en vend plus de 10 000 exemplaires.
En 2013, il est élevé au rang de Chevalier dans l'Ordre national du mérite.
En 2015, il devient membre du Conseil national des villes.
En 2016, il crée une fondation Mozaik, destinée à lutter contre la discrimination à l’embauche. Il organise le TOP 10 des recruteurs de la diversité en partenariat avec France Télévisions, un classement  visant à récompenser les entreprises les plus inclusives.
En 2018, il fonde diversifiezvostalents.com une plateforme numérique dédiée au recrutement inclusif, ainsi que l’Ascenseur, un collectif engagé pour l’égalité des chances.
En 2021, il est membre du Conseil économique social et environnemental. Il lance le premier Sommet de l'inclusion économique et réunit, au ministère de l'Économie, 5 000 participants et plus de 70 organisations.

## Vie privée
Saïd Hammouche est marié et père de famille.

## Distinctions
- Chevalier de l'ordre national du Mérite (2015)[14]
- Chevalier de la Légion d'honneur (2025)